# Из живота лондонских политичких емиграција
Из живота лондонских политичких емиграција је књига есеја аутора Ненада В. Петровића, објављена 1998. године у издању С. Машића из Београда.

## Аутор
Ненад В. Петровић (Загреб, 30. мај 1925 - Лондон, 21. март 2014) ) је био књижевник и истакнути представник српске заједнице у расејању. Основну школу учио у 4 републике бивше Југославије: у Загребу, Подгорици, Сарајеву и Београду. У Београду је завршио и трећу мушку гимназију 1944. године. Придружио се у Србији Покрету отпора. Потом је преко Словеније, Италије и Немачке стигао у Енглеску 1947. године где је у почетку радио као пољопривредни радник да би се касније запослио као административни службеник, уз то студирајући ванредно политичке и економске науке у Лондону. Више од 20 година био је секретар Српске православне Црквене општине у Лондону а касније и њен председник од 1985. до 1988. године. Био је члан Удружења писаца и уметника у иностранству 1964. година. Био је секретар истог удружења од 1977. до 1986. а од тада и његов председник. Изабран је у Београду за почасног члана Удружења књижевника Србије 1989. године. Био је члан Савеза „Ослобођење“ од 1956. до његовог расформирања 1994. године. Био је  један од уредника и стални сарадника месечника „Наша реч“ као и члан уређивачког одбора „Наше дело“. Једно време био секретар Изгнаничког комитета Либералне интернационале. Као писац и публициста био је сарадник и многих  листова и часописа у свету, члан „Акционог одбора Демократске алтернативе“. Писао је и у зборнику „Демократске реформе“. Аутор је књига: Лице и наличје комунизма у југославији (1964),  Марксова кћи (1973), Из живота лондонске политичке емиграције (1998) и  Огледи о смислу и заблудама (2000).

## О књизи
Књига Из живота лондонских политичких емиграција су три есеја која су писана током 1963, 1964. и 1965. године. Три есеја о емиграцији су:
- први есеј је о животу француске емиграције у Лондону у доба ртеволуције 1789. до 1815. године,
- други есеј је је о животу руске либералне емиграције у другој половини деветнаестог века А. Херцена и његовог блиског пријатеља и коедитора Колокола Н. Огарева, и
- трећи есеј је о животу немачке политичке емиграције тога времена о заједничком раду Маркса и Енгелса.

Фотографије које се налазе у књизи су снимљене када је писан и текст тако да већина зграда, посебно оних из осамнаестог века у којима су живели француски емигранти, више не постоји. Интересовање за лондонске политичке емигранте 19. века порастао је када се марксизам у доба коегзистенције светских идеологија нашао у средишту светске пажње.
Ови есеји представљају грађу која је настала од једног политичког емигранта који је углавном писао политичке чланке у лондонској Нашој речи бавећи се питањима непосредне актуелне важности а мање проблемима политичких емиграција у прошлости.